# Макрокосм і мікрокосм

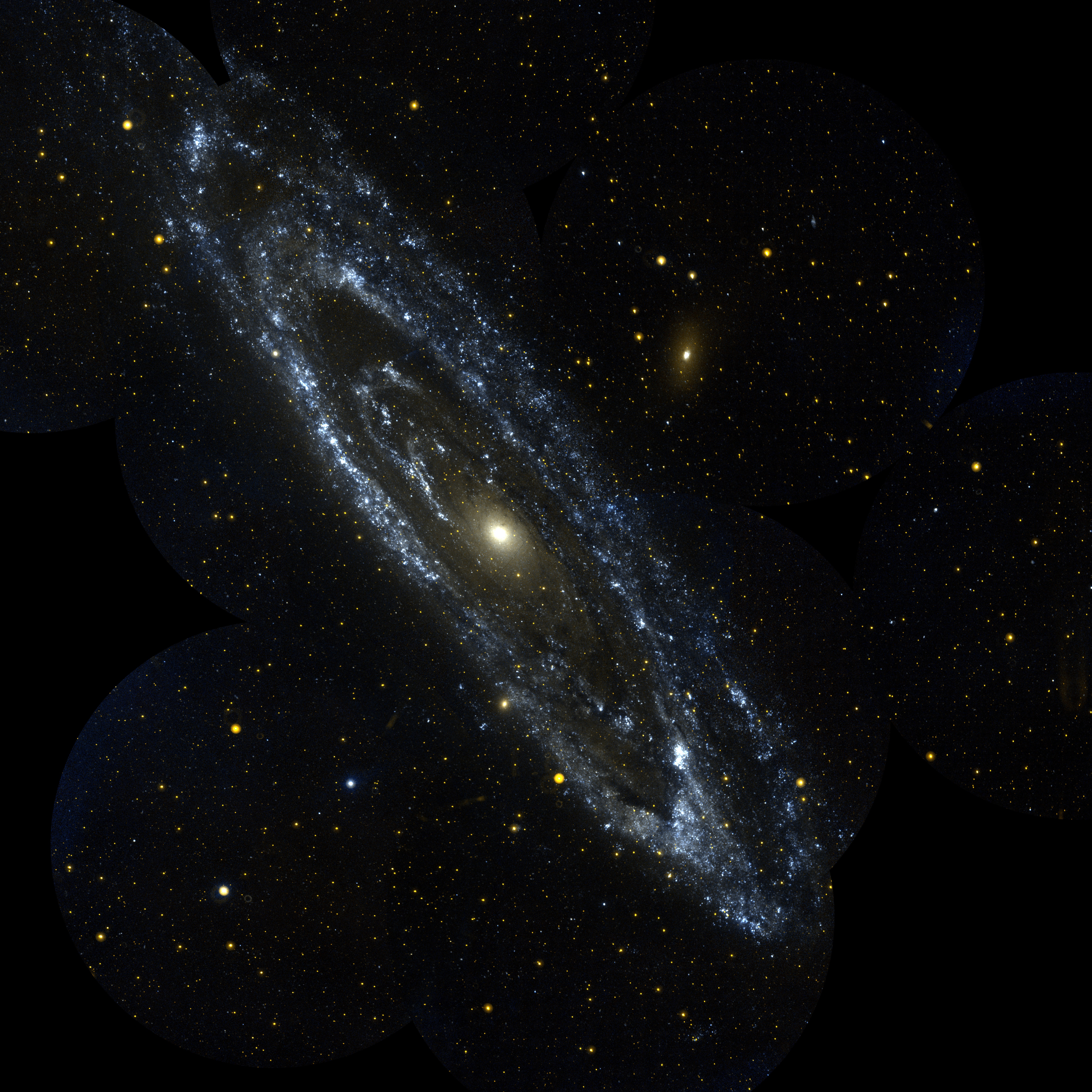
Галактика Андромеди

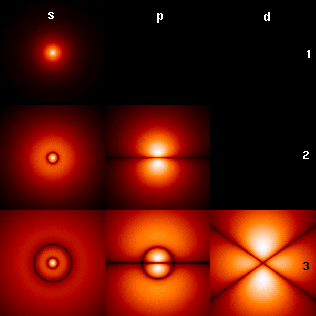
Хвильові функції орбіталей електронів в атомі.

Макрокосм і мікрокосм (грец. μακρος — великий, грец. μіκρος — маленький і грец. κοσμος — світ; англ. Macrocosm and microcosm) — найзагальніші філософські уявлення про виміри світу. Макрокосм — макросвіт — Всесвіт, уся природа, універсум. Зовнішній (по відношенню до людини) світ.
У фізичному макросвіті матеріальні об'єкти на відміну від мікросвіту (мікрокосму) мають різко виражену перервну або неперервну (хвильову) природу. Рух матеріальних об'єктів у макрокосмі підпорядкований, як правило, законам класичної механіки (для мікросвіту — квантової механіки). Водночас фізичні макрокосм і мікрокосм підпорядковані законам теорії відносності.
Протилежне макрокосму — мікрокосм розуміється як:
- Світ мікрочастинок.
- Внутрішній світ людини.